# Seonghyeon-dong
Seonghyeon-dong (koreanska: 성현동)  är en stadsdel i Sydkoreas huvudstad Seoul. Den ligger i stadsdistriktet Gwanak-gu i den sydvästra delen av staden.